# VAMPS LIVE 2010 BEAUTY AND THE BEAST ARENA
『VAMPS LIVE 2010 BEAUTY AND THE BEAST ARENA』（ヴァンプス ライヴ にせんじゅう ビューティ アンド ザ ビースト アリーナ）は日本のロックユニット、VAMPSのライヴビデオ。2012年2月15日発売。発売元は自主レーベルのVAMPROSE。

## 解説
前作『VAMPS LIVE 2010 WORLD TOUR CHILE』以来約7ヶ月ぶり5作目となる映像作品のリリース。
本作品は、VAMPSが2010年12月5日に国立代々木競技場 第一体育館で開催したライヴ「VAMPS LIVE 2010 BEAUTY AND THE BEAST」の模様を収録したライヴビデオである。このライヴは、2010年7月に発表した2ndアルバム『BEAST』を引っ提げて日本で開催したツアー「VAMPS LIVE 2010 BEAST」の追加公演となっており、アリーナスタンディングブロックを男性限定の＜BEASTエリア＞、スタンド指定席を女性限定の＜BEAUTYエリア＞に分けて行われ、通常の公演とはひと味異なるものとなった。なお、この追加公演の模様は、2011年1月7日にWOWOWでダイジェスト放送されている。
本作は、初回限定盤（3DVD）と通常盤（DVD）の2形態でリリースされている。初回限定盤にはライヴ映像の他に、日本全国のZeppで行われたライヴツアー「VAMPS LIVE 2010 BEAST」に密着したドキュメント映像、ワールドツアー「VAMPS LIVE 2010 BEAST WORLD TOUR」のドキュメント映像が収録されている。さらに、2008年から2010年にわたる3年間のツアーパンフレットを再構成したブックレットも封入されている。

## 収録曲
1. DEVIL SIDE
2. REDRUM
3. DOLLY
4. THE PAST
5. RUMBLE
6. PIANO DUET
7. GET UP
8. VAMP ADDICITION
9. IT'S SAD
10. SAMSARA
11. MY FIRST LAST
12. EUPHORIA
13. HUNTING
14. ANGEL TRIP
15. TROUBLE
16. HIDEAWAY
17. MIDNIGHT CELEBRATION
18. KYUKETSU -SATSUGAI VAMPS Ver.-
19. REVOLUTION
20. MEMORIES
21. LOVE ADDICT
22. SEX BLOOD ROCK N' ROLL

## 初回限定盤付属DVD

### Disc2：VAMPS LIVE 2010 BEAST TOUR DOCUMENTARY
2010年に日本で開催されたライヴツアー「VAMPS LIVE 2010 BEAST」に密着したドキュメンタリー映像が収録されている。

### Disc3：VAMPS LIVE 2010 BEAST WORLD TOUR DOCUMENTARY
2010年に海外9都市で開催されたライヴツアー「VAMPS LIVE 2010 BEAST WORLD TOUR」に密着したドキュメンタリー映像が収録されている。